# 楊廷相 (嘉靖進士)
楊廷相（1513年—1594年），字燮甫，號台峰，雲南臨安衛軍籍直隸鎮江府金壇縣人，明朝政治人物。

## 生平
嘉靖十九年（1540年）庚子科雲南鄉試第六名舉人，二十三年（1544年）中式甲辰科會試第二百六十一名，三甲第一百三十一名進士。督饷榆中，回京后授南京大理寺评事，二十八年升右寺正，丁父憂歸，母亲夏氏继逝。三十三年服除谒选，補北京大理寺左寺正，三十四年擢升河南按察司佥事、奉敕督理屯田，审理徽藩庶人不法事，在任四載，升湖廣布政司右參議、分守湖南道，四十年景王朱載圳之国，负责迎接事宜。後以京察去職。卒年八十二。

## 家族
曾祖楊昇；祖父楊儉；父楊均，號欽斋，石阡府教授。母夏氏。具慶下。兄楊環，貢士。二子楊濬、楊浩。